# 옥구읍
옥구읍(沃溝邑)은 대한민국 전북특별자치도 군산시 남서부에 위치한 읍으로, 면적은 38.11 km2이다.

## 개요
옥구읍은 기름진 들판과 들판사이로 이어진 도랑이 장관을 이룬다는 옥야구혁이라는 말에서 지명이 유래되었으며 넓고 기름진 들판이라는 옥구(沃溝)라 호칭하기 시작한 것은 이미 삼국시대로 각종 문헌에는 기록되어 있다. 1914년 정면(定面)과 서면(西面)을 병합하여 구읍면(舊邑面)이라 하고 8개 동리를 두어 면정을 시행해오다가 1935년 면제가 확립됨에 따라 어은리를 신설하고 옥구면이라 호칭하게 되었다. 1980년에 옥구읍으로 승격하였다.

## 행정 구역
| 법정리 | 한자명 | 행정리 | 비고 |
| ------ | ------ | ------ | ---- |
| 옥정리 | 玉井里 |        |      |
| 상평리 | 上坪里 |        |      |
| 이곡리 | 耳谷里 |        |      |
| 수산리 | 壽山里 |        |      |
| 오곡리 | 五谷里 |        |      |
| 선제리 | 船堤里 |        |      |
| 어은리 | 魚隱里 |        |      |

## 교육
- 옥구초등학교 (선제리)
- 상평초등학교 (폐교) - 옥구읍 수산길 71-21 (수산리)
- 수산초등학교 (폐교) - 옥구읍 상평향교길 32 (상평리)
- 자양중학교 (선제리)